# King of Asgard
I King of Asgard sono un gruppo musicale melodic death metal, formato in Svezia nel 2008.

## Il gruppo
Il gruppo è nato nel 2008 dal fondatore Karl Beckman, insieme al compagno Karsten Larsson, già insieme in passato nei Mithotyn. La loro prima registrazione la fecero l'anno successivo, nel 2009, pubblicando un EP, 'Prince of Märings', con dentro 7 pezzi. Nello stesso anno è entrato nel gruppo Jonas Albrektsson (ex-Thy Primordial), e alla fine dell'anno, nel dicembre, i King of Asgard hanno firmato un contratto con la Metal Blade Records. Nel 2010 registrarono il loro album di debutto e, durante l'estate, girarono un video per il loro pezzo 'Einhärjar'. Nel mese di agosto il gruppo rilasciarono quindi il loro primo album, Fi'mbulvintr, ma la band aveva bisogno di un secondo chitarrista per i concerti, e tennero Tängmark Lars per quel mese. Per tutto il 2010 e il 2011 la band ha suonato in diversi festival e locali. Nel 2012 finirono di scrivere il loro secondo album, e in aprile tornarono negli studi di registrazione per registrare ...To North, e a maggio girarono anche in questo caso un video.

## Formazione
- Karl "Kalle" Beckmann - voce, chitarra
- Lars Tangmark - chitarra
- Jonas Albrektsson - basso
- Karsten Larsson - batteria

## Discografia
Album in studio
- 2010 - Fi'mbulvintr
- 2012 - ... To North
- 2014 - Karg

Demo
- 2009 - Prince of Märings